# Doktor Hart
Doktor Hart (ang. Hart of Dixie) – amerykański serial komediowo-dramatyczny, który zadebiutował na antenie The CW 26 września 2011 roku. Twórcą serialu jest Leila Gerstein.
7 maja 2015 roku, stacja The CW ogłosiła anulowanie serialu po czterech sezonach

## Fabuła
Serial koncentruje się wokół młodej lekarki z Bostonu, Zoe Hart (Rachel Bilson). W Nowym Yorku Zoe skończyła szkołę medyczną, pragnie zostać tak jak jej ojciec, kardiochirurgiem. Kiedy nie dostaje się na upragniony staż kardiochirurgiczny postanawia przyjąć ofertę od nieznajomego dr Harleya Wilkesa. Przeprowadza się do Blue Bell w stanie Alabama, gdzie otrzymuje w spadku połowę kliniki.

## Obsada
- Rachel Bilson – dr Zoe Hart, która chce zostać kardiochirurgiem jak jej ojciec. Po czterech latach stażu w szpitalu w Nowym Jorku nie dostaje  stypendium na kardiochirurgii. Zoe przyjmuje ofertę pracy od  dr Harleya Wilkesa.  Przeprowadza się do małego miasteczka Bluebell w Albamie. Odkrywa, że Wilkes był jej biologicznym ojcem. Postanawia zostać i poznać swojego biologicznego ojca. W Zoe powoli zakochuje się George.
- Jaime King – Lemon Breeland, córka lekarza Bricka Breelanda. Była zaręczona z George’em Tuckerem. Miała romans z Lavonem, kiedy George był w Nowym Jorku. Widząc, że jej narzeczony coś czuje do Zoe, chce z nią walczyć o George'a.
- Cress Williams –  Lavon Hayes, była gwiazda futbolu NFL. Teraz jest burmistrzem  w Bluebell, ma aligatora o imieniu Burt Reynolds. Miał romans z Lemon, o której nie może zapomnieć. Lavon zaprzyjaźnia się z Zoe.
- Wilson Bethel – Wade Kinsella, barman i sąsiad Zoe. Po raz pierwszy spotyka Zoe po imprezie w swoim domu, która spowodowała spięcie przewodów elektrycznych w jej domu. Na początku nie zwraca uwagi na Zoe, która dla niego jest niedostępna.  Powoli się  w niej zakochuje.
- Tim Matheson – Dr Brick Breeland  ojciec Lemon, który jest także lekarzem. Posiada połowę kliniki Bluebell z Zoe. Często nie zgadza się z diagnozami medycznymi i  sposobem leczenia pacjentów przez Zoe.
- Scott Porter –  George Tucker, prawnik. Był  zaręczony z  Lemon Breeland.  George wcześniej pracował w dużej firmie prawniczej w Nowym Jorku. Powrócił  do Bluebell, gdzie założył własną kancelarię. Zaprzyjaźnia się z Zoe. Przez przypadek dowiaduje się o romansie Lemon, postanawia zerwać zaręczyny. Podczas wyjazdu z Zoe Hart do Nowego Orleanu całuje ją namiętnie. Powoli zaczyna czuć coś więcej niż przyjaźń do Zoe.
- Kaitlyn Black – Annabeth Nass przyjaciółka Lemon Breeland.

## Postaci drugoplanowe
- McKaley Miller –  Rose Hattenbarger, nastolatka, która podziwia Zoe jest dla niej przyjaciółką
- Claudia Lee –  Magnolia Breeland, nastoletnia siostra Lemon, która czasami rywalizuje z Rose. Trochę roztrzepana, podkochuje się platonicznie w Wadem.
- Mircea Monroe - Tansy Truitt, była żona Wade'a, później spotyka się z George’em, mieszka na granicy Bluebell.
- Ross Philips – Tom Lang
- Reginald VelJohnson –  Dash DeWitt; reporter szef lokalnej gazety
- Mallory Moye – Wanda, dziewczyna Toma.
- Golden Brooks – Ruby Jeffries, była dziewczyna Lavon liceum. Teraz z nim rywalizuje o stanowisko burmistrza. Zaprzyjaźnia się z Zoe
- Deborah S. Craig – Shelley Ng, kelnerka w lokalnej restauracji "Rammer Jammer"
- Eisa Davis  – Addy Pickett, recepcjonistka przychodni Bluebell. Często doradza Zoe
- Nadine Velazquez – Didi Ruano. Wcześniej pracowała jako recepcjonistka w przychodni, obecnie pracuje jako sekretarka w kancelarii George'a.
- Wes Brown –  Dr Judson Lyonu jest weterynarzem w Bluebell.  Interesuje się Zoe, która przez przypadek przyłapuje go na seksie z jej najlepszą przyjaciółką Gigi z Nowego Jorku.
- Josh Cooke – Joel, nowojorczyk, który w przypadkowy sposób trafił do Bluebell[2].
- Barry Watson jako Davis Polak[3]
- Ian Anthony Dale jako Henry Dalton,lekarz[4]

## Gościnne występy
- Robert Buckley – Peter[5]
- Ryan McPartlin – Carter Covington, południowy dżentelmen[6].
- Autumn Reeser[7]

## Odcinki
| Sezon | Sezon | Odcinki | Oryginalna emisja   | Oryginalna emisja | Oryginalna emisja | Oryginalna emisja    | Oryginalna emisja |
| Sezon | Sezon | Odcinki | Premiera sezonu     | Finał sezonu      | Premiera sezonu   | Finał sezonu         |                   |
| ----- | ----- | ------- | ------------------- | ----------------- | ----------------- | -------------------- | ----------------- |
|       | 1     | 22      | 26 września 2011    | 14 maja 2012      | 17 grudnia 2012   | 20 maja 2013         |                   |
|       | 2     | 22      | 2 października 2012 | 7 maja 2013       | 12 sierpnia 2013  | 21 października 2013 |                   |
|       | 3     | 22      | 7 października 2013 | 16 maja 2014      |                   |                      |                   |
|       | 4     | 10      | 15 grudnia 2014     | 27 marca 2015     |                   |                      |                   |